# Židovi Bosne i Hercegovine
Židovi su se kao etnička i vjerska zajednica u Bosni i Hercegovini pojavili nakon progona iz Španjolske krajem 15. stoljeća, kada su tražeći utočište došli u Bosnu (tada u sastavu Osmanskog Carstva).
Od današnjih bosanskohercegovačkih političara židovskog podrijetla, najpoznatiji je bivši ministar vanjskih poslova Bosne i Hercegovine Sven Alkalaj, iz Stranke za Bosnu i Hercegovinu, kojem su politički predstavnici Bošnjaka ustupili mjesto u Vijeću ministara. Prema postojećim ustavnim rješenjima, osporenim presudama Europskog suda pravde, samo tzv. konstitutivni narodi, tj. Bošnjaci, Srbi i Hrvati, obavezno imaju etničke predstavnike u Vijeću ministara na bazi pariteta, dok ostalim građanima zemlje to pravo je uskraćeno.

## Dolazak Židova u Bosnu i Hercegovinu
Naseljavanje sefardskih Židova iz Španjolske na tlo Bosne i Hercegovine išlo je većim dijelom iz pravca Turske, Egeja i Albanije, pa preko Makedonije, Bugarske, Rumunjske i Srbije, a manjim dijelom iz pravca Italije i Mletačke republike.
Kao godina dolaska Židova u Bosnu uzima se 1575. i to zauzimanjem don Jozefa Nasija, špansko-židovskog dostojanstvenika na dvoru sultana Selima II. i njegove tetke done Grazie. Prvi pisani dokument koji govori o Židovima u Sarajevu je dokument u zapisniku sarajevskog suda iz 1557. godine. Tu je zabilježeno da je iza smrti pisara Jusufa ostalo duga u iznosu od 1.852 akče. Taj novac pokojnik je bio dužan bojadžiji Hasanu i jednom Židovu. Ovaj podatak upućuje na činjenicu da se pomenuti Židov bavio najvjerojatnije bankarskim poslovima, te da je davao novac u zajam.
I u drugom sačuvanom sarajevskom sudskom zapisniku iz 1565. godine spominju se Židovi kao trgovci čohom i sahtijanom. Prvi Židovi u Sarajevu bili su nastanjeni u Sagrakči Hadži Mahmudovoj mahali, u narodu poznatijoj pod imenom Ulomljenica, a koja je obuhvatala dio Sagrdija, Ulomljenicu i dio današnje Toromanove ulice. Krajem 16. stoljeća veliki vezir Sijavuš-paša Hrvat, sagradio je veliki han tzv. Sijavuš - pašinu dairu, koju su Židovi nazivali Kortiž, a ostali građani Velika avlija. Ovaj objekt podignut je kao vakuf, vezan za Sijavuš - pašine zadužbine i njegovo potomstvo u Istanbulu i poklonio Židovima da tu stanuju. Ova nastanba bila je smještena u blizini sarajevske čaršije, a uz nju je nešto kasnije sagrađen i stari jevrejski hram. Taj prvi sakralni objekt sarajevskih Jevreja Sefarda nazvan je još i "Il Kal Grandi" (Veliki hram). Po svojoj koncepciji ovaj hram podsjeća na hramove daleke Španjolske.
Sijavuš - pašin han, iako u početku mjesto najveće koncentracije Židovi, nije nikada poprimio oblike klasičnog geta kao što je bilo slučajeva na zapadu. Vrata "Velike avlije" nisu se nikada zaključavala, a židovski trgovci imali su svoje dućane u sarajevskoj čaršiji i bili članovi pojedinih esnafa.
Ova židovska nastanba je izgorila 8. kolovoza 1879. godine u velikom požaru koji je zahvatio sarajevsku čaršiju i njenu okolinu. Prema suvremenicima, pred njen nestanak ova zgrada je imala 46 soba. To je bio prvi primjer kolektivnog stanovanja u Sarajevu.

### Sarajevska hagada
Židovi su prilikom dolaska u Bosnu donijeli jedan primjerak hagade, sefarski rukopis iz Španjolske. Ovaj unikatni rukopis iz 14. stoljeća nazvan je Sarajevska hagada.  Knjiga je do danas preživjela inkviziciju, Prvi i Drugi svjetski rat, te protekli rat u Bosni i Hercegovini.
Kada je riječ o hagadi, treba istaći da na hebrejskom znači priča, kazivanje, dok joj je sadržaj koncipiran na dijelove s tematikom o spasenju Židova egipadskog ropstva, ali i motivi i priče vezane za židovski blagdan Pesah. U svijetu postoji nekoliko Hagada, a ono po čemu je sarajevska posebna, i po čemu se ističe u odnosu na ostale, iznimno su bogate ilustracije, te činjenica da njena priča počinje od postanka svijeta, dok u drugim Hagadama priča počinje izbavljenjem Židova iz Egipta. Običaj je da se prve večeri Pashe čita se Hagada, točnije priča o postanku svijeta.
Zanimljivo je čuvanje ove knjige među stanovnicima Bosne i Hercegovine. Tako je 1941., prilikom ulaska njemačke vojske u Sarajevo, jedan od njemačkih oficira je došao u Muzej i zatražio knjigu. Iako se knjiga nalazila na polici iza njegovih leđa, direktor muzeja Jozo Petrović mirno je odgovorio  "evo maloprije je neki njemački oficir odnio Hagadu". Tijekom posljednjega rata u Bosni i Hercegovini, Sarajevska hagada je bila spremljena u trezor Narodne banke u Sarajevu, nakon što ju je 1992. direktor Enver Imamović spasio iz Zemaljskog muzeja, koji se u jednom trenutku našao na prvoj crti fronte.
Danas se Sarajevska hagada čuva u Zemaljskom muzeju Bosne i Hercegovine, u Sarajevu i dva puta tjedno se predstavlja publici. To je danas najvrijedniji eksponat Zemaljskog muzeja i čuva se u trenozu ove institucije.

## Pravni i društveni položaj Židova u Bosni i Hercegovini
Kada se u Židovi doselili u Bosnu i Hercegovini, njihov pravni i društveni položaj nije se razlikovao od položaja Židova nastanjenih po drugim pokrajinama Osmanskog Carstva. Svoje obiteljske, bračne, nasljedne i druge imovinsko - pravne poslove Židovi su rješavali pred svojim vjerskim starješinom, dok su u agrarno - pravnim stvarima odgovarali isključivo pred kadijom. Osmanski izvori pokazuju da su Židovi od svog dolaska u Bosnu mogli slobodno da vrše svoje vjerske obrede. Kao nemuslimani, Židovi su bili dužni da plaćaju glavarinu, džizju -harač i ispendžu za nevršenje vojne službe i imovinsku sigurnost.
Kako su Židovi živjeli uglavnom u gradovima, oni su kao i ostalo gradsko stanovništvo bili oslobođeni izvjesnih nameta s obzirom na to da su se bavili zanatstvom i trgovinom. Prolazeći kroz Sarajevo 1659. godine poznati putopisac Evlija Čelebija zabilježio je da su Jevreji stanovali u dvije mahale u Sarajevu. Društveni i kulturni život Židova zasnivao se na tekovinama donijetim iz Španjolske. Oni su dugo čuvali svoje pjesme romanse u njihovom izvornom obliku kao dio folklornog blaga i kulturne baštine.
Poslije austrougarske okupacije u Bosnu i Hercegovini su se doselili i aškenaški Židovi. Od svog dolaska u Bosnu i Hercegovinu Židovi su dali značajan doprinos razvoju iste, potpuno se uklopivši u život u novoj sredini.

## Doprinos Židova životu u Bosni i Hercegovini

### Gospodarstvo
Pitanje gospodarstva kod Židova Bosne i Hercegovine uključuje u sebi koliko kulturna toliko i društveno-politička razmatranja. Elastičniji po načinu ophođenja s inostranim svijetom i po gospodarskoj koncepciji, Židovi su u pet stoljeća u Bosni i Hercegovini utisnuli jednom dobrom dijelu gospodarstva svoju individualnost. Sama povijest preduprijedila je i predraspoložila Židove za ulogu koju su zapremali u gospodarstvu Bosne i Hercegovine. Osmanske vlasti, a osobito slavensko gradsko stanovništvo, pružalo im je ne samo zaštitu nego se odnosilo i s puno razumijevanja prema Sefardima. Mediteranci, kao što su bili španjolski Židovi, dolaze u planinske krajeve Bosne i Hercegovine, gotovo nepristupačne za velike komunikacije sa Zapada i nailaze tu na jedno stanovništvo koje nema jačih i redovnih veza s inostranstvom. Oni tih veza imaju u izobilju duž svih obala Sredozemnog mora. U vrijeme kad su isključivo države, s jednim malim izuzetkom Indijskog orijentalnog društva s nekim državnim privilegijama u 17. i 18. stoljeću, imale svoja politička i gospodarska predstavništva, Židovi Balkanskog poluotoka, a posebno Bosne i Hercegovine, imali su svoje konzule po svim većim pristaništima (Trst, Venecija, Genova, Livorno, Marseille, Dubrovnik itd.) preko kojih su vršili trgovinu s najudaljenijim zemljama.
Novčarstvo, uvoz i izvoz kolonijalne i izrađene robe, transportna trgovina – sve su te gospodarske grane bile dobrim dijelom u rukama Židova, koji su njima vladali nenadmašnom vještinom iskusnih i vršili svoje trgovačke operacije. Međutim, Židovi Bosne i Hercegovine ne zanemaruju ni zanatlijska zvanja. Štaviše, vremenom stječu efektivni monopol u nekim obrtničkim i zanatlijskim granama.
austrougarska okupacija Bosne i Hercegovine značila je veliku povijesnu prekretnicu, koja je bila ne samo političke nego i društveno-ekonomske i uopće kulturno-civilizacijske prirode. Duboke promjene zahvatile su i židovsku zajednicu u Bosni i Hercegovini, a i ona je sama postala značajan faktor gospodarskog i kulturnog preobražaja zemlje. U okviru nastalih demografskih promjena uz domaće Sefarde, koji su uz srpske trgovce bili do 1878. glavni reprezentanti bosanskohercegovačke spoljne trgovine i glavni zajmodavci, stižu i Židovi iz Austro-Ugarske – Aškenazi.
Njihove prethodnice dolaze s austrougarskim trupama u toku same okupacione kampanje kao snabdjevači vojske životnim namirnicama i prijevoznici, te kao agenti trgovačkih kuća i trgovački putnici, među kojima su bili naročito brojni mađarski Židovi. Vremenom su se Židovi iz Austro-Ugarske, čija se brojnost povećala, proširili po bosanskohercegovačkim gradovima kao trgovci i krčmari. Oni se javljaju i kao osnivači prvih industrijskih poduzeća u Bosni i Hercegovini. U procesu brze urbanizacije uključuju se u modernu izgradnju stanova, osobito u Sarajevu, koristeći mogućnost kupovine jeftinog građevinskog zemljišta u gradovima, kao i jeftinog poljoprivrednog zemljišta u Bosanskoj Posavini. I sefardski trgovci iz Sarajeva i drugih gradova uspješno se prilagođavaju novim prilikama. Tako se u Bosni i Hercegovini među tri vodeća fabrikanta javljaju bosanski Sefardi. Tijekom vremena doseljeni Aškenazi dosegli su blizu trećine ukupne židovske populacije u Bosni i Hercegovini.
Položaj Židova u trgovačkom prometu nije bio ni u kakvom srazmjeru s njihovim brojem. U rukama im se koncentrisala glavnina uvozne i izvozne trgovine. Kada je riječ o Židovima vlasnicima poduzeća i radnji, njih je u Bosni i Hercegovini bilo 1907. godine 1.262 ili 3%, a 1913. godine 1923 ili 3,6%. Židovi Bosne sačinjavaju takvu zajednicu koja raspolaže svim i najdiferenciranijim zvanjima, za razliku od židovskih zajednica na Zapadu, gdje pojedina zvanja upravo pate od prezastupljenosti, dok u ostalima Židovi i nemaju svojih zastupnika. Među Židovima Bosne i Hercegovine ima svih zanimanja: sve su društvene klase i sva zvanja zastupana. Prvi svjetski rat i poslijeratni period, kao među svim rasnim i narodnim skupinama, kvari, na veliku štetu, i među Židovima Bosne i Hercegovine ovu gospodarsku ravnotežu.
Židovi okupljeni oko društva La Benevolencija čine tada nužni napor da se ta poremećena gospodarska ravnoteža dovede u pravi kolosijek uvođenjem srednjoročnog razvrstavanja zvanja. Zajednička uloga Židova u gospodarsku ima za funkciju da se favorizuju kompetentni za stipendiranje, veoma neprocjenjivo blago produktivnosti u sebi. Zapravo, da nije bilo Židova i njihovog posredovanja, bile bi zamrle mnoge grane gospodarskog života u Bosni i Hercegovini, a sve su ih rasne i osobne odlike predestinirale, za produktivnu suradnju, za dobro i napredak sredine. Pismeni, vješti nekolikim jezicima, i posjedujući uzoran smisao za gospodarski pregled, Židovi u Bosni i Hercegivini umjeli su točno prosuđivati stanje zemlje, prema kome su postojale potpore za neka stanovita židovskoj zajednici potrebna zvanja i struke. Židovi u Bosni i Hercegovini najvećim svojim dijelom su gradski element, a posvetili su se u posredničkoj ulozi, prvih desetljeća 20. stoljeća, podizanju lijepih, velikih i modernih zgrada za stanovanje i modernih radnji, te se oni, mogu smatrati agilnim podizačima i odnjegovačima urbanizma u Bosni i Hercegovini. Oni grade prvi hotel u Sarajevu, prvu zgradu za iznajmljivanje stanova – Salomova palača, zgradu Umjetničke galerije Bosne i Hercegovine i mnoge druge u Ulici Ferhadija, Titovoj i u Ulici Zelenih beretki. Na polju industrije, naročito tekstilne, oni su bili prvi izrađivači takvih proizvoda koji su u stanju da se održe na tržištima, pored onih uvezenih iz inozemstva.
U SFR Jugoslaviji Emerik Blum je oko sebe okupio sposobne i vrijedne ljude, koji su zajedničkim snagama stvorili u svijetu priznatog i uticajnog gospodarskog giganta Energoinvest. Pred početak Drugog svjetskog rata bio je jedan od suradnika Collegiuma Artisticuma oko kojeg se okupljala progresivna sarajevska omladina lijeve političke orijentacije. Emerika Bluma je ugledni list Financial Times opisao kao  "oličenje socijalističke poslovnosti."

### Kultura i umjetnost
Kada je riječ o židovskim umjetnicima 20. stoljeća u Bosni i Hercegovini (uglavnom se radi o Sefardima), prvo se postavlja problem njihovog relativno kasnog uključivanja u tokove moderne umjetnosti. Problem je zanimljiviji što znamo da su Židovi u ovoj državi gotov pa potpuno bili urbana populacija, koja je u Bosnu stigla direktno iz zlatnog doba španske multikulturne zajednice, obilježenog vrhunskim dostignućima židovsko-kršćansko-islamske simbioze, koja je prije 500 godina došla pod udar katoličkih vladara Izabele i Ferdinanda. To je rezultiralo izgonom pripadnika judaizma i islama iz nekad multireligiozne Španjolske. 
Prvi spomen jednog modernog umjetnika Židova nalazi se u biografiji Vilka Šeferova, koji je zapisao da su on, Boro Petrović i Daniel Kabiljo Danilus imali zajednički atelje u jednoj staroj bosanskoj kući u Sarajevu 1914. godine. Još je eklatantniji primjer Jamesa Haima Pinte, čija je porodična kuća u Tuzli, po svjedočanstvu Ismeta Mujezinovića, bila pravo stjecište muza. U toj kući se čitalo, slikalo, muziciralo, glumilo, raspravljalo o znanosti, književnosti, likovnoj, dramskoj i muzičkoj umjetnosti, što je Ismetu pomoglo da izdrži na trnovitom putu ka slikarskoj profesiji. Kiparica Berta Baruh je između dva rata privatno učila skulpturu kod hrvatskog umjetnika Marina Studina u Sarajevu; Monsino Levi je također naučio slikati u Sarajevu, ali je slavu stekao u Parizu; Daniel Ozmo, koji je tragično stradao u logoru Jasenovac, ostavio je za sobom grafike najvišeg nivoa i pokazao jedan ogroman talenat.
Židovski umjetnici Bosne i Hercegovine između dva svjetska rata bili su članovi sarajevskih umjetničkih grupacija koje nisu formirane po nacionalnim kriterijima, već po liniji likovnih i kolegijalnih afiniteta, ili pak u znaku umjetničko-ideoloških opredjeljenja. U Sarajevu je u periodu od 1931. do 1941. godine osnovana organizacija od mladih intelektualaca – Collegium artisticum. Pripadnici ove organizacije većinom su bili Židovi: Oskar Danon, glazbenik; Jahiel Finci, arhitekt; Ana Rajs, koreograf, Daniel Ozmo, slikar. Židovski pisci iz Bosne i Hercegovine pisali su na hebrejskom, španjolskom i bošnjačkom jeziku, dok su prevodioci većinom bili rabini. Na ladino jeziku sačuvane su mnogobrojne lirske pjesme, romanse i poslovice.
Svoj neizbrisivi trag ostavio je za sobom Marcel Šnajder, Moric Levi, Kalmi Baruh, Oskar Danon, Otto Englander, Isidor Papo, Isak Samokovlija, Laura Papo Bohoreta, Erih Koš. U cjelokupnoj povijesti židovskog naroda u Bosni i Hercegovini od njegovog doseljenja u te krajeve u prvoj polovini 16. stoljeća pa do danas, davali su posebne i univerzalne odrednice i ovom narodu i sredini u kojoj je on živio i radio.

## Holokaust
Nakon proglašenja Nezavisne države Hrvatske (NDH) 1941. godine, Židovi u Bosni i Hercegovini su se našli u nezgodnoj poziciji. Njihova imovina, radnje i kuće, bile su popisane i zaplijenjene, a sinagoge opljačkane, zapaljene i pretvorene u zatvore. Izuzetak nije bila ni najstarija sinagoga u Sarajevu, Il Kal Grandi sagrađena u 16. stoljeću. Sagrađena nakon što su prvi Židovi Sefardi došli u Bosnu i Hercegovinu 1492. godine, kada su protjerani iz Španjolske, 450 godina poslije pretvorena je u zatvor gdje su vršena ubojstva i deportacije, a nakon Drugog svjetskog rata postala je muzej. Postojao je i zatvor ustaške nadzorne službe u Ulici Ćemaluša, u vjerskoj školi za rabine. Također, i sinagoga u naselju Mejtaš pretvorena je u zatvor gdje su odvođeni Židovi, zgrada Zemaljske banke, gdje je današnja Vječna vatra, bila je zatvor...  U Bosni i Hercegovini je do Drugog svjetskog rata živjelo 14.000 Židova, a 12.000 je ubijeno u Holokaustu - neki u logorima u Jasenovcu, na Pagu, Staroj Gradišci, Jadovnu, Đakovu, Auschwitzu...

## Židovska zajednica u Bosni Hercegovini
Godine 1940. djelovale su u Bosni i Hercegovini 24 židovske općine. Sarajevo, Tuzla i Banja Luka su imale i sefardsku i aškenašku općinu, ostala mjesta zajedničku općinu. Danas, pored Židovske općine u Sarajevu, u Bosni i Hercegovini djeluje još pet židovskih općina i to u Banjoj Luci, Doboju, Zenici, Tuzli i Mostaru, te računaju s oko 1.100 članova u cijeloj zemlji. Židovske općine su međusobno povezane u "labavi" savez židovskih općina koji se naziva Židovska zajednica u Bosni i Hercegovini. Glavni nosilac konsolidacije je Židovska općina u Sarajevu zajedno s kulturnim i humanitarnim društvom La Benevolencija. Sinagoge postoje u Sarajevu, Doboju i Banjaluci, a Židovskoj općini u Mostaru obustavljena je započeta izgradnja sinagoge zbog spora oko vlasništva nad zemljištem. Do 1940. godine u Bosni i Hercegovini se nalazilo 15 sinagoga za oko 14.000 članova zajednice.   
Židovska groblja i danas postoje u Sarajevu, Bihaću, Tuzli, Žepču, Derventi, Travniku. Bugojnu, Gračanici, Zenici, Rogatici, Jajcu, Višegradu, Zvorniku i Mostaru. Židovsko groblje u Sarajevu je drugo najveće groblje u Europi, poslije Židovskog groblja u Pragu. Prvi spomenik na Sarajevskom groblju datira iz 1640. godine, a na njegovoj površini je oko 3.500 nadgrobnih spomenika, iako nitko ne zna koliko je točno Židova tu ukopano. Razlog za to je što su mnogi od njih stradali u holokaustu te su članovi obitelji znali, u čast sjećanja na voljene, podići samo spomenik, iako ispod njega ne leži nitko.

### Židovske udruge
Na području Bosne i Hercegovine i danas djeluje najstarije židovsko-humanitarno društvo La Benevolencija (hebr. Dobra volja), koje je osnovano 1892. godine i koje nosi primat za pitanja socijalne skrbi, prvenstveno na polju školovanja i obrazovanja mladih i perspektivnih generacija. Pored La Benevolencije, u Sarajevu je djelovalo još židovskih društava, kao što su: "La Glorija", "La Lira", "Tarbut", "Jevrejski klub", "La Humanidad"...
U Banjoj Luci je nekad djelovala udruga koja se zvala "Kadimah" (hebr. Naprijed) - brinula se o održanju građanske ravnopravnosti Židova o pitanju socijalne pravde, demokracije i zaštite. Pored ova dva društva u Bosni su djelovale i udruge "Jevrejskog gospojinskog društva", "Beruria", kao i tri omladinska društva "Ezra", "Debora" i "B’ne Cion". Također i danas postoji židovsko glasilo u Bosni i Hercegovini koje se prvobitno nazivalo "Jevrejski život", a danas "Jevrejski glas".

## Vanjske poveznice
- Excerpts from Jews in Yugoslavia – Part I  Arhivirana inačica izvorne stranice od 16. srpnja 2006. (Wayback Machine)
- Jewish Virtual Library – Bosnia-Herzegovina, Stephanie Persin
- American Jewish Joint Distribution Committee – Bosnia-Herzegovina
- Bosnian Jewry: A Small Community Meets a Unique Challenge During the 1990s War  Arhivirana inačica izvorne stranice od 10. siječnja 2008. (Wayback Machine) – Interview with Ivica Ceresnjes
- Interesting Story about Jews living in BiH, from 1930s until Today